# شیر (خوراکی)

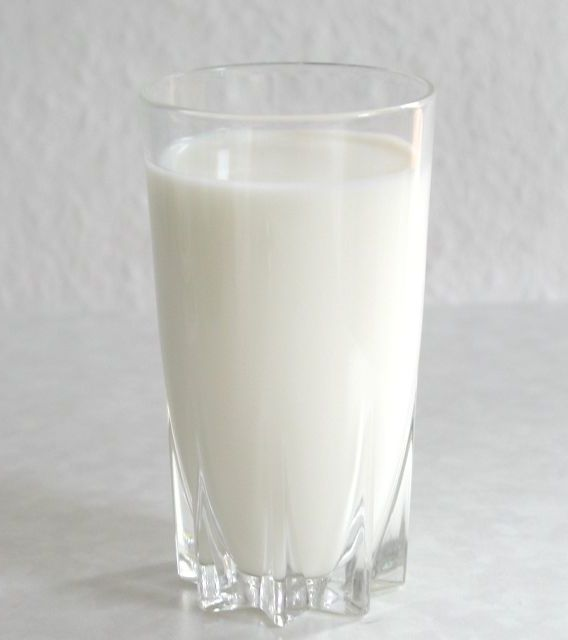
یک لیوان شیر گاو

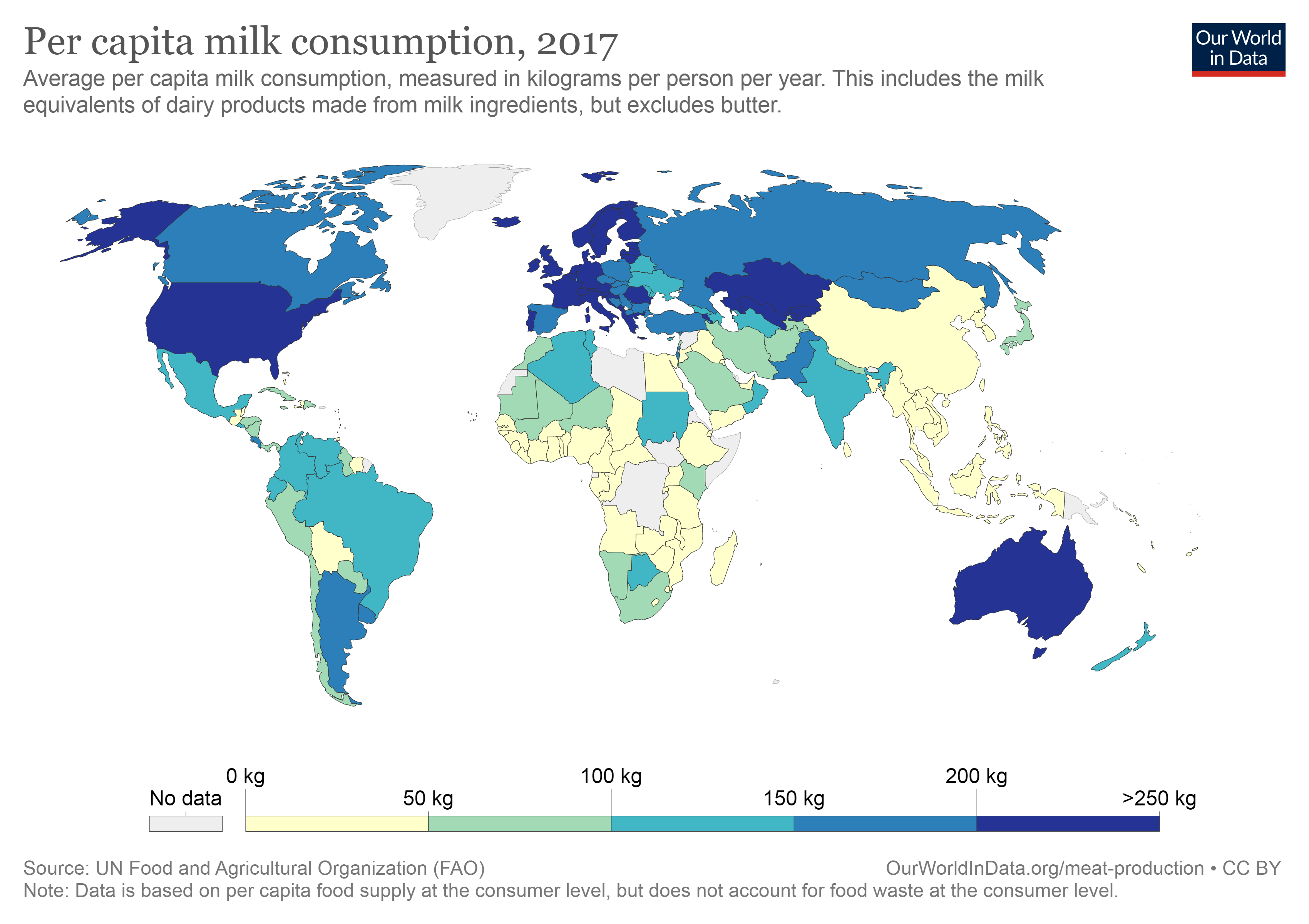
نقشه جهانی سرانه مصرف شیر بر حسب کیلوگرم به ازای هر نفر در سال. (۲۰۱۷)

شیر مایعی خوراکی است که در غدد شیری پستانِ پستانداران تولید می‌شود. لبنیات را از شیر درست می‌کنند لبن واژه عربی به معنای پستان است.
شیر را باید ذره ذره نوشید در واقع شیر را باید همانطور نوشید که طفل از پستان مادر می مکد ،زیرا هر چه مقدار شیر در موقع دخول در معده کمتر باشد عمل هضم و جذب آن ساده تر خواهد بود ،اگر شیر را مانند آب بنوشیم در معده دلمه می‌شود و عمل هصم آن دشواری گردد ،بهمین دلیل بهتر است شیر را با نی بنوشیم.
 شیر غذای اصلی نوزادان را تشکیل می‌دهد که هنوز توانایی گوارش غذاهای گوناگون را ندارند. انسان‌ها مانند دیگر پستانداران در دوران نوزادی از شیر مادر تغذیه می‌کنند. مردم مناطق گوناگون از شیر چهارپایان اهلی به‌ویژه گاو و دیگر چهارپایان همچون گاومیش، گوسفند، بز و شتر استفاده می‌کنند.
از شیر برای تهیه لبنیات همچون خامه، کره، ماست، پنیر، کشک، شیر خشک و بسیاری فراورده‌های دیگر استفاده می‌شود.
ترکیب شیمیایی دقیق شیر خام، به گونهٔ حیوانی که شیر را تولید کرده و سلامتی و گونه غذای او و عوامل دیگری بستگی دارد. بیشترِ شیر را آب و پس از آن قندی به نام لاکتوز، پروتئین و چربی تشکیل می‌دهد. شیر منبع خوبی برای املاح مورد نیاز بدن انسان‌ها چون کلسیم، فسفر، منیزیم و پتاسیم و ویتامین‌های آ، ب۱، ب۲، ب۶، ب۱۲، ث، د، کا، ئی، نیاسین، و اسید فولیک است. پی اچ شیر گاو بین ۶٫۴–۶٫۸ است؛ یعنی کمی اسیدی محسوب می‌شود اما pH شیر خوراکی مورد تأیید وزارت بهداشت از ۶/۵ تا ۸/۵ است.
حدود ۸۵ درصد شیر خوراکی انسان‌ها از گاو، ۱۱ درصد از گاومیش و بقیه از بز، گوسفند و شتر دوشیده می‌شوند. در سراسر جهان، حدود ۶ میلیارد مصرف‌کنندهٔ شیر و فراورده‌های لبنی زندگی می‌کنند و بیش از ۷۵۰ میلیون نفر در کشتزار خانوادگیِ خود به تولید لبنیات مشغول هستند.
در سال ۲۰۱۱ بیش از ۷۳۰ میلیون تن شیر تولید شده‌است. هند بزرگ‌ترین تولیدکننده و مصرف‌کنندهٔ شیر در جهان است و با این حال نه شیر صادر و نه آن را وارد می‌کند. نیوزیلند، کشورهای عضو اتحادیهٔ اروپا، ایالات متحدهٔ آمریکا، استرالیا، برزیل، آرژانتین و بلاروس بزرگ‌ترین صادرکنندگان شیر و فراورده‌های لبنی محسوب می‌شوند. چین، مکزیک، روسیه و ژاپن نیز بزرگ‌ترین واردکنندگان شیر و فراورده‌های لبنی به‌شمار می‌روند.

## تاریخچه
شیر حیوانات در آغاز دوران اهلی کردن به‌عنوان غذا استفاده شده‌است. گوسفند و بز در بین سال‌های ۹۰۰۰ تا ۸۰۰۰ سال پیش از میلاد در خاورمیانه اهلی شدند. در حدود ۷۰۰۰ سال پیش از میلاد، احشام در نقاطی از آفریقا و آناتولی به‌صورت گله درآمدند. همچنین شیر در دوران نوسنگی در انگلستان و ایرلند استفاده شده‌است.

## موارد مصرف شیر
شیر به‌طور کلی به دو صورت به مصرف می‌رسد:
1. منبع طبیعی تغذیه برای نوزادان تمام گونه‌های پستاندار
2. فراوردهٔ غذایی برای مصرف انسان در تمام سنین، که از حیوانات دیگر به‌دست می‌آید.
3. در تهیه دسرها و شیرینی ها و نوشیدنی های مختلفی از شیر استفاده می شود. استفاده از شیر در تهیه کیک، باعث افزایش ارزش غذایی کیک می شود. استفاده از شیر در تهیه نسکافه، شیر زعفران، آبمیوه معجون، شیرخرما و شیرعسل خوشمزه ترین کاربرد آن است. انواع بستنی با طعم دهنده های مختلف از شیر تهیه می شوند و به یک دسر پرطرفدار تبدیل می شوند.شیر منبع مهمی برای رشد تلقی میشود کودکان و نوجوانان در حال رشد باید هروز ۲۳۶میلی لیتر شیر مصرف کنند معادل ۳لیوان شیر محلی و نجوشیده بهترین نوع شیر است

### تغذیه نوزاد پستانداران
تقریباً در تمام گونه‌های پستانداران، نوزادان شیر را از طریق پستان مادر به‌صورت مستقیم یا غیرمستقیم (دوشیده شدن شیر از پستان و ذخیره برای مصرف) دریافت می‌کنند. در برخی فرهنگ‌های باستانی یا معاصر، شیر دادن کودکان توسط مادر تا هفت سالگی معمول است.
نوشیدن شیر تازه بز توسط نوزاد می‌تواند به بروز برخی عوارض نظیر به هم خوردن تعادل الکترولیت‌ها، اسیدوز متابولیک، آنمی مگالوبلاستیک و بروز واکنش‌های آلرژیک منجر شود.

## تولید شیر
| کشور                | تولید (تُن)  |
| ------------------- | ----------- |
| ایالات متحده آمریکا | ۸۷٬۴۴۶٬۱۳۰  |
| هند                 | ۵۰٬۳۰۰٬۰۰۰  |
| چین                 | ۳۶٬۰۳۶٬۰۸۶  |
| روسیه               | ۳۱٬۸۹۵٬۱۰۰  |
| برزیل               | ۳۱٬۶۶۷٬۶۰۰  |
| آلمان               | ۲۹٬۶۲۸٬۹۰۰  |
| فرانسه              | ۲۳٬۳۰۱٬۲۰۰  |
| نیوزیلند            | ۱۷٬۰۱۰٬۵۰۰  |
| بریتانیا            | ۱۳٬۹۶۰٬۰۰۰  |
| ترکیه               | ۱۲٬۴۸۰٬۱۰۰  |
| جهان                | ۵۹۹٬۴۳۸٬۰۰۳ |

| کشور     | تولید (تُن) |
| -------- | ---------- |
| هند      | ۶۲٬۴۰۰٬۰۰۰ |
| پاکستان  | ۲۲٬۲۷۹٬۰۰۰ |
| چین      | ۳٬۱۰۰٬۰۰۰  |
| مصر      | ۲٬۷۲۵٬۰۰۰  |
| نپال     | ۱٬۰۶۶٬۸۷۰  |
| ایران    | ۲۷۹٬۸۰۰    |
| میانمار  | ۲۴۸٬۴۰۰    |
| ایتالیا  | ۲۱۰٬۲۰۰    |
| سری‌لانکا | ۴۶٬۹۹۰     |
| بنگلادش  | ۳۶٬۰۰۰     |
| جهان     | ۹۲٬۵۱۷٬۲۱۷ |

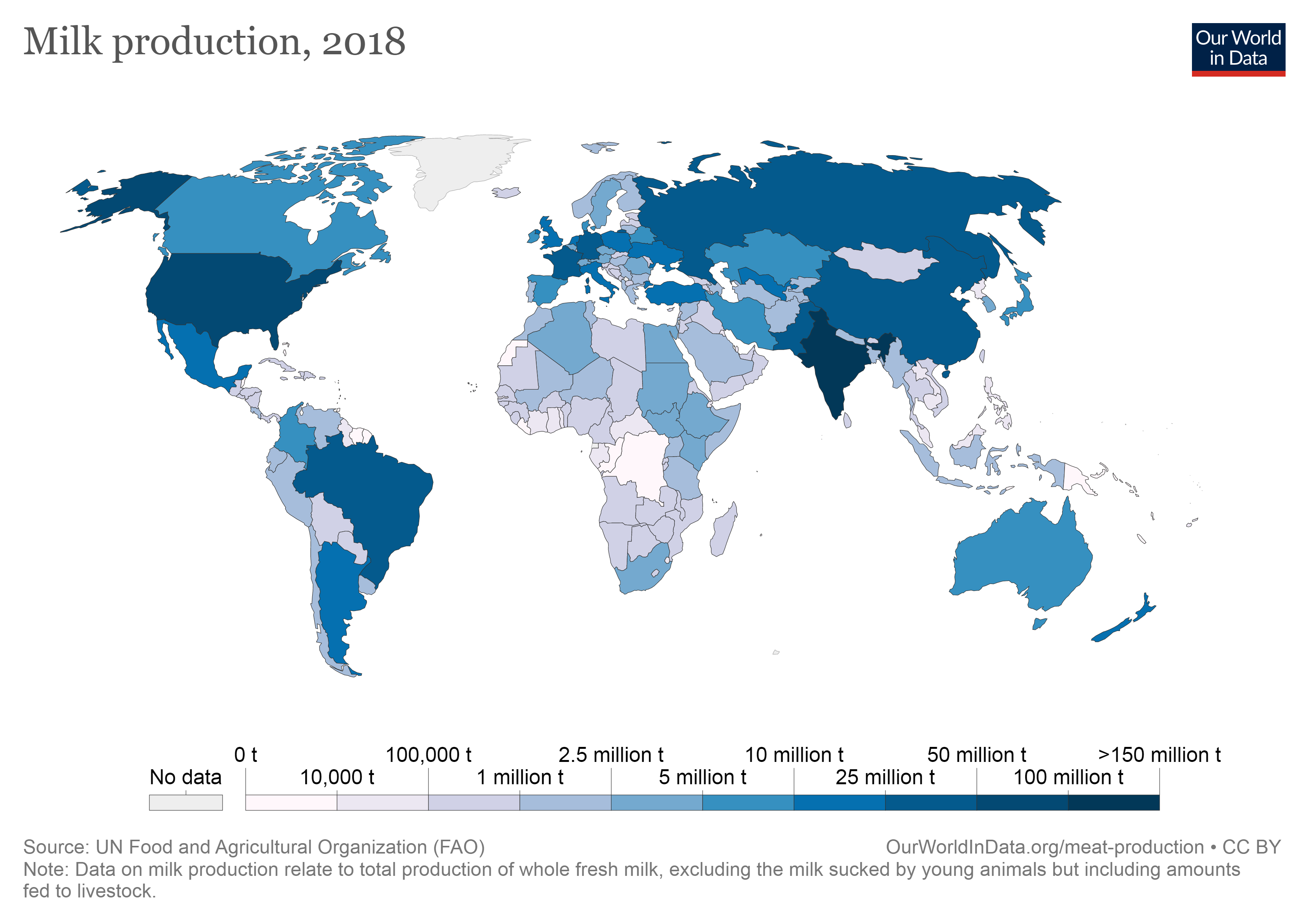
نقشه جهانی تولید شیر بر حسب تن. (۲۰۱۸)

میانگین تولید شیر سالانهٔ جهان در سال‌های ۲۰۰۶ تا ۲۰۰۹ حدود ۶۳۵ میلیون تُن بوده‌است. بیشترین شیر در جهان از گاو گرفته می‌شود. سالانه ۵۴۲ میلیون تن شیر گاو در جهان تولید می‌شود که حدود ۸۵ درصد شیر تولیدشده در سراسر جهان را تشکیل می‌دهد. به‌جز جنوب آسیا (شبه‌قاره هند و مناطق همجوار) که تنها ۴۴ درصد کل شیر تولیدی‌شان را از گاو می‌دوشند، در تمام مناطق دیگرِ جهان شیر گاو بیش از ۸۰ درصد کل شیر تولیدشده را تشکیل می‌دهد.
گاومیش تنها حیوان دیگری است که رقم قابل توجهی از تولید شیر در سطح جهانی را به خود اختصاص داده‌است. ۱۱ درصد شیر جهان از گاومیش گرفته می‌شود که این رقم در کشورهای در حال توسعه ۲۳ درصد است. شیر بز ۳٫۴ درصد، گوسفند ۱٫۴ درصد و شتر تنها ۰٫۲ درصد از کل شیر تولید شده در جهان را تشکیل می‌دهند. در جنوب آسیا گاومیش مهم‌ترین منبع تأمین شیر است و ۵۱ درصد کل تولید شیر به این حیوان اختصاص دارد. در شرق و جنوب شرقی آسیا هم به ویژه چین که ۷٫۴ درصد از کل شیر از گاومیش گرفته می‌شود و در خاورمیانه و شمال آفریقا این رقم ۶٫۸ درصد است.
شیر بز در سطح جهانی تنها ۲٫۱ درصد از کل شیر را تشکیل می‌دهد اما در کشورهای جنوب صحرای آفریقا که این رقم به ده درصد می‌رسد و همین‌طور در بخش‌های از جنوب و شرق و جنوب شرق آسیا تولید شیر بز میزان قابل توجهی دارد. شیر گوسفند در خاورمیانه و شمال آفریقا ۸٫۴ درصد از کل شیر تولیدی را تشکیل می‌دهد. در جنوب صحرای آفریقا هم این رقم ۴٫۸ درصد و در شرق و جنوب شرق آسیا ۲٫۸ درصد است.
شیر شتر تنها در کشورهای جنوب صحرای آفریقا مقدار قابل ملاحظه‌ای معادل ۴٫۸ درصد دارد و در خاورمیانه و شمال آفریقا هم در مقدار کمتری تولید می‌شود. این در حالی است که در کشورهای صنعتی و سوسیالیستی سابق بیش از ۹۸ درصد و در آمریکای لاتین بیش از ۹۹ درصد از کل تولید شیر به شیر گاو اختصاص دارد.
در روسیه و سوئد از شیر گوزن شمالی هم استفاده می‌شود. شیر اسب و الاغ هم در برخی نقاط جهان، البته در مقدار بسیار ناچیز، استفاده می‌شود.
شیر خوردنی به دو روش UHT , ESL تولید و بسته‌بندی می‌شوند:
روش UHT به صورت فرا دما بوده و روش معقول کارخانجات می‌باشد.
روش ESL به ماندگاری طولانی‌تر و افت کمت کیفیت منتهی می‌شود ولی حدود ۵ درصد ویتامین‌های کمتری دارد.

### اقتصاد شیر در ایران
بنابه گزارشی در شهریور ماه ۱۳۹۳ اعلام‌شد، شیر در ایران، گردش مالی ۲۴ هزار میلیارد تومانی دارد، با توجه به اینکه تولید شیر خام ایران ۸ میلیون تن بوده‌است، (البته آمارهای مختلفی در این زمینه وجود دارد)، می‌توان گفت، با قیمت لیتری یک‌هزار و ۵۰۰ تومان، گردش مالی ۲۴ هزار میلیارد تومانی دارد و حدود ۱۲ درصد ارزش نفت صادرات سالانه ایران است. ارزش فرصت‌های شغلی این صنعت بالغ بر ۱۰۰ هزار میلیارد تومان است و ۹۵ درصد، سرمایه‌گذاری در این بخش نیز توسط بخش خصوصی انجام شده‌است. صنایع لبنی ایران در دو سال گذشتهٔ پیش از این گزارش، بالاترین صادرات را داشته‌است، و در دو سال اخیر به صادرات ۷۰۰ میلیون دلاری رسیده‌بود.

## ارزش غذایی

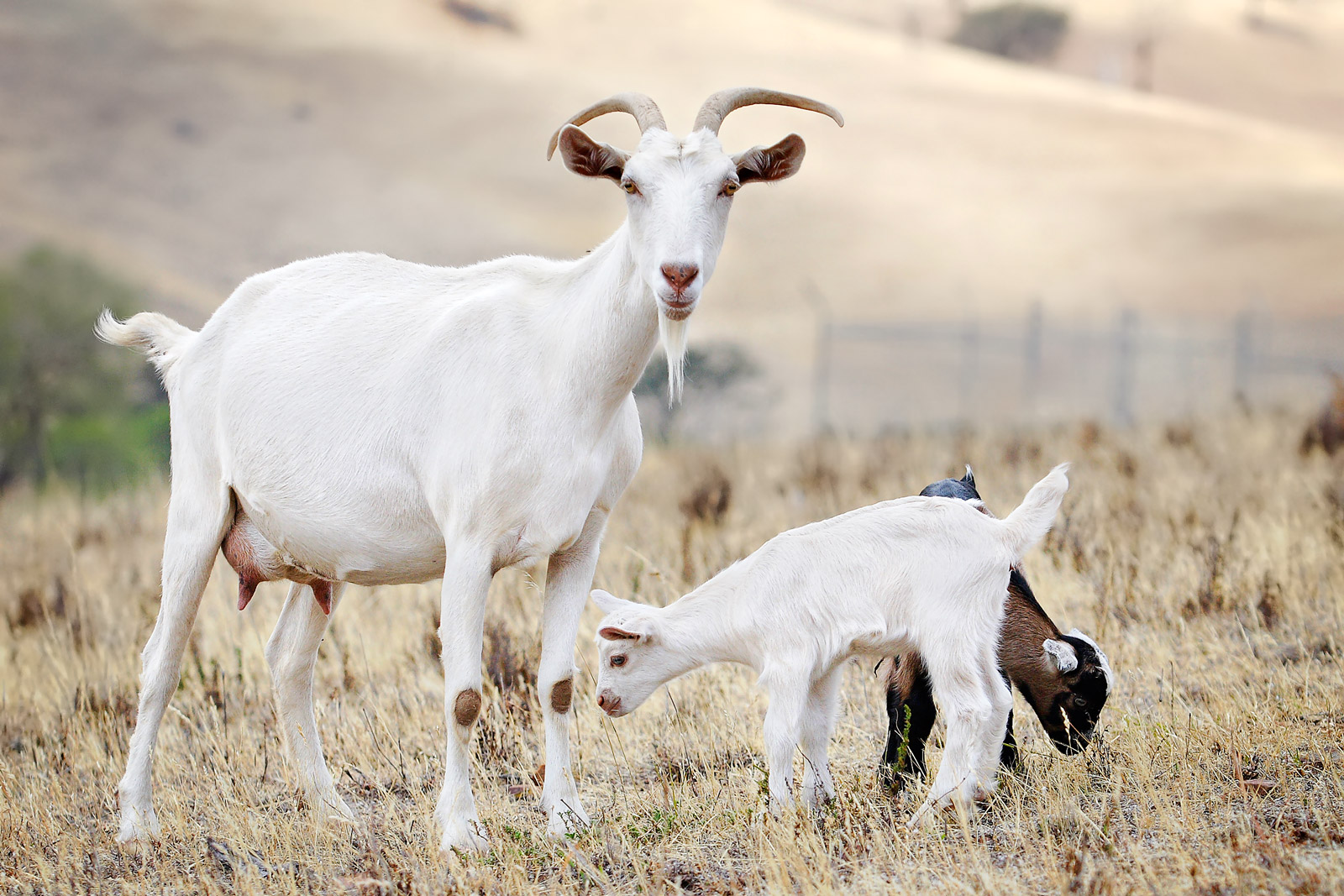
یک خانواده بز

نقشه مصرف و تولیدِ شیر. قرمز: مازادِ تولید، سبز: متعادل، آبی: کم

|                            | پروتئین | پروتئین | ویتامین‌ها | ویتامین‌ها | ویتامین‌ها | ویتامین‌ها | ویتامین‌ها | ویتامین‌ها | ویتامین‌ها | ویتامین‌ها | ویتامین‌ها | ویتامین‌ها | ویتامین‌ها | ویتامین‌ها | ویتامین‌ها | کانی‌ها (مواد معدنی) | کانی‌ها (مواد معدنی) | کانی‌ها (مواد معدنی) | کانی‌ها (مواد معدنی) | کانی‌ها (مواد معدنی) | کانی‌ها (مواد معدنی) | کانی‌ها (مواد معدنی) | کانی‌ها (مواد معدنی) | کانی‌ها (مواد معدنی) | کانی‌ها (مواد معدنی) |
| غذا                        | درصد DV | Q       | A         | B1        | B2        | B3        | B5        | B6        | B9        | B12       | Ch.       | C         | D         | E         | K         | Ca                  | Fe                  | Mg                  | P                   | K                   | Na                  | Zn                  | Cu                  | Mn                  | Se                  |
| درصد کاهش ارزش بر اثر پختن |         |         | ۱۰        | ۳۰        | ۲۰        | ۲۵        |           | ۲۵        | ۳۵        | ۰         | ۰         | ۳۰        |           |           |           | ۱۰                  | ۱۵                  | ۲۰                  | ۱۰                  | ۲۰                  | ۵                   | ۱۰                  | ۲۵                  |                     |                     |
| -------------------------- | ------- | ------- | --------- | --------- | --------- | --------- | --------- | --------- | --------- | --------- | --------- | --------- | --------- | --------- | --------- | ------------------- | ------------------- | ------------------- | ------------------- | ------------------- | ------------------- | ------------------- | ------------------- | ------------------- | ------------------- |
| ذرت                        | ۲۰      | ۵۵      | ۱         | ۱۳        | ۴         | ۱۶        | ۴         | ۱۹        | ۱۹        | ۰         | ۰         | ۰         | ۰         | ۰         | ۱         | ۱                   | ۱۱                  | ۳۱                  | ۳۴                  | ۱۵                  | ۱                   | ۲۰                  | ۱۰                  | ۴۲                  | ۰                   |
| برنج                       | ۱۴      | ۷۱      | ۰         | ۱۲        | ۳         | ۱۱        | ۲۰        | ۵         | ۲         | ۰         | ۰         | ۰         | ۰         | ۰         | ۰         | ۱                   | ۹                   | ۶                   | ۷                   | ۲                   | ۰                   | ۸                   | ۹                   | ۴۹                  | ۲۲                  |
| گندم                       | ۲۷      | ۵۱      | ۰         | ۲۸        | ۷         | ۳۴        | ۱۹        | ۲۱        | ۱۱        | ۰         | ۰         | ۰         | ۰         | ۰         | ۰         | ۳                   | ۲۰                  | ۳۶                  | ۵۱                  | ۱۲                  | ۰                   | ۲۸                  | ۲۸                  | ۱۵۱                 | ۱۲۸                 |
| دانه سویا                  | ۷۳      | ۱۳۲     | ۰         | ۵۸        | ۵۱        | ۸         | ۸         | ۱۹        | ۹۴        | ۰         | ۲۴        | ۱۰        | ۰         | ۴         | ۵۹        | ۲۸                  | ۸۷                  | ۷۰                  | ۷۰                  | ۵۱                  | ۰                   | ۳۳                  | ۸۳                  | ۱۲۶                 | ۲۵                  |
| نخود کفتری                 | ۴۳      | ۹۱      | ۱         | ۴۳        | ۱۱        | ۱۵        | ۱۳        | ۱۳        | ۱۱۴       | ۰         | ۰         | ۰         | ۰         | ۰         | ۰         | ۱۳                  | ۲۹                  | ۴۶                  | ۳۷                  | ۴۰                  | ۱                   | ۱۸                  | ۵۳                  | ۹۰                  | ۱۲                  |
| سیب‌زمینی                   | ۴       | ۱۱۲     | ۰         | ۵         | ۲         | ۵         | ۳         | ۱۵        | ۴         | ۰         | ۰         | ۳۳        | ۰         | ۰         | ۲         | ۱                   | ۴                   | ۶                   | ۶                   | ۱۲                  | ۰                   | ۲                   | ۵                   | ۸                   | ۰                   |
| سیب‌زمینی شیرین             | ۳       | ۸۲      | ۲۸۴       | ۵         | ۴         | ۳         | ۸         | ۱۰        | ۳         | ۰         | ۰         | ۴         | ۰         | ۱         | ۲         | ۳                   | ۳                   | ۶                   | ۵                   | ۱۰                  | ۲                   | ۲                   | ۸                   | ۱۳                  | ۱                   |
| اسفناج                     | ۶       | ۱۱۹     | ۱۸۸       | ۵         | ۱۱        | ۴         | ۱         | ۱۰        | ۴۹        | ۰         | ۴٫۵       | ۴۷        | ۰         | ۱۰        | ۶۰۴       | ۱۰                  | ۱۵                  | ۲۰                  | ۵                   | ۱۶                  | ۳                   | ۴                   | ۶                   | ۴۵                  | ۱                   |
| شوید                       | ۷       | ۳۲      | ۱۵۴       | ۴         | ۱۷        | ۸         | ۴         | ۹         | ۳۸        | ۰         | ۰         | ۱۴۲       | ۰         | ۰         | ۰         | ۲۱                  | ۳۷                  | ۱۴                  | ۷                   | ۲۱                  | ۳                   | ۶                   | ۷                   | ۶۳                  | ۰                   |
| هویج‌ها                     | ۲       |         | ۳۳۴       | ۴         | ۳         | ۵         | ۳         | ۷         | ۵         | ۰         | ۰         | ۱۰        | ۰         | ۳         | ۱۶        | ۳                   | ۲                   | ۳                   | ۴                   | ۹                   | ۳                   | ۲                   | ۲                   | ۷                   | ۰                   |
| گوآوا یا زیتون محلی        | ۵       | ۲۴      | ۱۲        | ۴         | ۲         | ۵         | ۵         | ۶         | ۱۲        | ۰         | ۰         | ۳۸۱       | ۰         | ۴         | ۳         | ۲                   | ۱                   | ۵                   | ۴                   | ۱۲                  | ۰                   | ۲                   | ۱۱                  | ۸                   | ۱                   |
| پاپایا                     | ۱       | ۷       | ۲۲        | ۲         | ۲         | ۲         | ۲         | ۱         | ۱۰        | ۰         | ۰         | ۱۰۳       | ۰         | ۴         | ۳         | ۲                   | ۱                   | ۲                   | ۱                   | ۷                   | ۰                   | ۰                   | ۱                   | ۱                   | ۱                   |
| کدو تنبل                   | ۲       | ۵۶      | ۱۸۴       | ۳         | ۶         | ۳         | ۳         | ۳         | ۴         | ۰         | ۰         | ۱۵        | ۰         | ۵         | ۱         | ۲                   | ۴                   | ۳                   | ۴                   | ۱۰                  | ۰                   | ۲                   | ۶                   | ۶                   | ۰                   |
| روغن آفتابگردان            | ۰       |         | ۰         | ۰         | ۰         | ۰         | ۰         | ۰         | ۰         | ۰         | ۰         | ۰         | ۰         | ۲۰۵       | ۷         | ۰                   | ۰                   | ۰                   | ۰                   | ۰                   | ۰                   | ۰                   | ۰                   | ۰                   | ۰                   |
| تخم‌مرغ                     | ۲۵      | ۱۳۶     | ۱۰        | ۵         | ۲۸        | ۰         | ۱۴        | ۷         | ۱۲        | ۲۲        | ۴۵        | ۰         | ۹         | ۵         | ۰         | ۵                   | ۱۰                  | ۳                   | ۱۹                  | ۴                   | ۶                   | ۷                   | ۵                   | ۲                   | ۴۵                  |
| شیر                        | ۶       | ۱۳۸     | ۲         | ۳         | ۱۱        | ۱         | ۴         | ۲         | ۱         | ۷         | ۲٫۶       | ۰         | ۰         | ۰         | ۰         | ۱۱                  | ۰                   | ۲                   | ۹                   | ۴                   | ۲                   | ۳                   | ۱                   | ۰                   | ۵                   |

درصد کاهش ارزش بر اثر پختن : حداکثر کاهش درصدی ارزش‌های غذایی به دلیل جوشیدن بدون در نظر گرفتن گروه گیاه‌خواری حاوی شیر و تخم مرغ (ovo-lacto-vegetables group).
| ترکیبات                | واحد       | گاو  | بز   | گوسفند | گاومیش |
| ---------------------- | ---------- | ---- | ---- | ------ | ------ |
| آب                     | گرم        | ۸۷٫۸ | ۸۸٫۹ | ۸۳٫۰   | ۸۱٫۱   |
| پروتئین                | گرم        | ۳٫۲  | ۳٫۱  | ۵٫۴    | ۴٫۵    |
| چربی                   | گرم        | ۳٫۹  | ۳٫۵  | ۶٫۰    | ۸٫۰    |
| کربوهیدرات             | گرم        | ۴٫۸  | ۴٫۴  | ۵٫۱    | ۴٫۹    |
| انرژی                  | کیلو کالری | ۶۶   | ۶۰   | ۹۵     | ۱۱۰    |
| ویتامین D              | کیلو ژول   | ۲۷۵  | ۲۵۳  | ۰      | ۴۶۳    |
| لاکتوز (گونه‌ای قند)    | گرم        | ۴٫۸  | ۴٫۴  | ۵٫۱    | ۴٫۹    |
| اسیدهای چرب:           |            |      |      |        |        |
| اشباع‌شده               | گرم        | ۲٫۴  | ۲٫۳  | ۳٫۸    | ۴٫۲    |
| اشباع‌نشده تک‌زنجیره‌ای   | گرم        | ۱٫۱  | ۰٫۸  | ۱٫۵    | ۱٫۷    |
| اشباع‌نشده چند زنجیره‌ای | گرم        | ۰٫۱  | ۰٫۱  | ۰٫۳    | ۰٫۲    |
| کلسترول                | میلی‌گرم    | ۱۴   | ۱۰   | ۱۱     | ۸      |
| کلسیم                  | واحد       | ۱۲۰  | ۱۰۰  | ۱۷۰    | ۱۹۵    |